# San Isidro (Jáchal)
San Isidro es una localidad del Departamento Jáchal, ubicada en el centro oeste del mismo, en el centro norte de la Provincia de San Juan, Argentina.
San Isidro se emplaza en el centro este del oasis agrícola del Valle de Jáchal, en la margen izquierda del Río Jáchal

## Población
Cuenta con 153 habitantes (Indec, 2001), lo que representa un incremento del 21,4% frente a los 126 habitantes (Indec, 1991) del censo anterior.
- Datos: Q6118884